# 18857 Lalchandani
18857 Lalchandani è un asteroide della fascia principale. Scoperto nel 1999, presenta un'orbita caratterizzata da un semiasse maggiore pari a 2,3348651 UA e da un'eccentricità di 0,0749007, inclinata di 5,89858° rispetto all'eclittica.